# Caiçara do Rio do Vento
Caiçara do Rio do Vento é um município no estado do Rio Grande do Norte (Brasil). De acordo com estimativas realizadas pelo IBGE (Instituto Brasileiro de Geografia e Estatística) no ano 2024, sua população era de 3.359 habitantes. Sua área territorial é de 261 km².
Limita-se com os municípios de Jardim de Angicos (norte), Bento Fernandes e Riachuelo (leste), Ruy Barbosa e São Tomé (sul) e Lajes (oeste).

## Organização Político-Administrativa
Sendo um município do Brasil, Caiçara do Rio do Vento é administrada por dois poderes, o executivo e o legislativo, independentes e harmônicos entre si. O primeiro é representado pelo prefeito, auxiliado pelo seu gabinete de secretários e eleito pelo voto popular para um mandato de quatro anos, sendo permitida uma única reeleição para mais um mandato consecutivo, enquanto que o segundo é representado pela Câmara Municipal de Caiçara do Rio do Vento, órgão colegiado de representação dos munícipes que é composto por vereadores também eleitos por sufrágio universal.
As atuais autoridades que ocupam cargos da organização político-administrativa de Caiçara do Rio do Vento são as seguintes (data: 2 de janeiro de 2025):
- Prefeita: Conceição de Maria Gomes Lisboa Rocha "Ceiça" - UNIÃO BRASIL (2021-2028)[7];
- Vice-prefeita: IRAELMA DANTAS GOMES SOARES - UNIÃO BRASIL (2025-)[7];
- Presidente da Câmara: Francisco Laecio Confessor - PSC (2023-)[7][8].